# Heddle Nash
William Heddle Nash (Deptford, 14 giugno 1894 – Londra, 14 agosto 1961) è stato un tenore inglese che apparve in opere ed oratori nella metà dei decenni del XX secolo. Realizzò anche numerose registrazioni che sono ancora disponibili su ristampe di CD.
La voce di Nash era della classe di tenore leggero nota come tenore di grazia. Il critico J.B. Steane si riferiva a lui come "il tenore lirico inglese par excellence, senza eguali né allora né ora". Ha cantato in ruoli di tenore in opere di Mozart, Verdi, Wagner e Puccini, tra gli altri, alla Royal Opera House e al Glyndebourne Festival. La sua carriera operistica è durata dal 1924 al 1958.
Come cantante da concerto Nash era noto per le sue esibizioni negli oratori e in particolare per il ruolo da protagonista de Il sogno di Geronte di Elgar, di cui fece la prima registrazione grammofonica nel 1945.

## Biografia

### Primi anni
Nash nacque nel distretto di Deptford, la parte più a sud di Londra, il 14 giugno 1894, figlio di William Nash, capomastro, e di sua moglie, Harriet Emma née Carr. La famiglia era appassionata di musica e l'ascolto a casa di un disco di Enrico Caruso spinse Nash a fare domanda per una borsa di studio al Conservatorio di Musica di Blackheath. Fu accettato, ma una settimana dopo scoppiò la prima guerra mondiale. Nash si arruolò nell'esercito, prestando servizio in Francia, Salonicco, Egitto e Palestina.
La borsa di studio di Blackheath fu tenuta aperta fino a dopo la guerra; Nash la riprese al suo ritorno. Ebbe qualche esperienza di lavoro in concerti e oratori e poi accettò un'offerta per cantare con la compagnia di marionette italiane di Podrecca e Feodora. Non visto, in piedi nella buca dell'orchestra dei teatri della Scala e del Coliseum, cantava i ruoli di tenore in molte opere italiane mentre sul palco i burattini mimavano l'azione. Dopo la stagione londinese la compagnia di marionette si assicurò un contratto per apparire a New Yorke Nash andò con loro. Al suo ritorno a Londra un amico gli fece guadagnare il denaro necessario per studiare a Milano con Giuseppe Borgatti. Il 7 aprile 1923 Nash sposò Florence Emily Violet Pearce, figlia di un produttore di insegne. Ebbero due figli, John Dennis Heddle Nash (1926-1994), che divenne un baritono d'opera e David L. Heddle Nash (nato nel 1930).
Mentre studiava con Borgatti, Nash fece il suo debutto lirico nel 1924 al Teatro Carcano di Milano, quando sostituì un tenore indisposto nel ruolo di Almaviva ne Il barbiere di Siviglia di Rossini. Fu un notevole successo. Dopo aver cantato a Torino, Bologna e Genova, Nash tornò in Inghilterra con sua moglie nel 1925. Aveva sviluppato uno stile di canto all'italiana che era rimasto con lui: si diceva che cantasse tutto come se fosse di Verdi.

### L'Opera in Inghilterra
Al suo ritorno a Londra Nash fu assunto dalla compagnia dell'Old Vic sotto Lilian Baylis per cantare ruoli di tenore in inglese. La sua prima parte per la compagnia fu il duca nel Rigoletto. Il suo successo fu istantaneo. Il Musical Times affermò che era stato un piacere dare il benvenuto a una voce di tenore molto bella, elogiò la sua chiarezza di dizione e predisse che Nash sarebbe stato uno dei principali tenori lirici del futuro. All'Old Vic apparve come Tonio in La figlia del reggimento, nel ruolo del protagonista in Faust, come Pinkerton nella Madama Butterfly e come Tamino ne Il flauto magico. Alla fine della stagione dell'Old Vic entrò alla British National Opera Company, andando in tournée con la compagnia dopo una breve stagione londinese. Tra i suoi ruoli figurano Almaviva, Fenton in Falstaff, Turiddu in Cavalleria rusticana, Roméo in Roméo et Juliette, Des Grieux in Manon e David in I maestri cantori di Norimberga.
Nel 1929 Nash fece il suo debutto al Royal Opera House a Covent Garden nei panni di Don Ottavio in Don Giovanni nella stagione internazionale della compagnia. Cantò ruoli di tenore nelle opere italiane e francesi al Covent Garden fino alla seconda guerra mondiale, tra cui Almaviva, Pinkerton, Faust, Roméo, Rodolfo in La bohème, Eisenstein in Il pipistrello, Rinuccio nel Gianni Schicchi e Pedrillo in Il ratto dal serraglio.  Il critico Alan Blyth disse di Nash che era il principale tenore lirico britannico del XX secolo e lo definì "l'interprete ideale per gli eroi dell'opera romantica francese del XIX secolo" Nash aveva un repertorio di ventiquattro opere e cantava correntemente inglese, francese, tedesco e italiano. Era orgoglioso di essere il primo inglese a cantare David in I maestri cantori di Norimberga nella stagione internazionale dell Covent Garden.
Nella prima stagione del Glyndebourne, nel 1934, Nash interpretò Basilio in Le nozze di Figaro allo spettacolo inaugurale, Pedrillo, e Ferrando in Così fan tutte. Cantò questi tre ruoli ogni anno fino al 1938, aggiungendo Ottavio del Don Giovanni nel 1937. Il critico Richard Capell scrisse: "Quasi nessun altro tenore del suo tempo ha cantato Mozart con tanta eleganza e allo stesso tempo un tale effetto di spontaneità da menestrello".  Nash cantò anche in opere teatrali più leggere, apparendo in The Dubarry di Karl Millöcker nel 1932 e in Merrie England di Edward German nel 1945.
Durante la guerra Nash andò in tournée con la Carl Rosa Opera Company, cantando spesso accanto al soprano australiano Joan Hammond. Tra i suoi ruoli c'erano Faust, Pinkerton e Rodolfo. Dopo la riapertura del Royal Opera House, finita la guerra, Nash cantò Des Grieux e David. La sua ultima apparizione al Covent Garden fu ne I maestri cantori di Norimberga nell'aprile del 1948. Continuò ad apparire sul palco fino al luglio 1958, quando riprese il ruolo di un personaggio che aveva creato un anno prima, il Dr Manette in Tale of Two Cities di Arthur Benjamin al Sadler Wells. Il Musical Times la definì "un spettacolo molto commovente".

### L'Oratorio e la carriera successiva
La carriera di Nash non si limitò all'opera; tenne molti concerti di canzoni, fece trasmissioni radiofoniche e si esibì in concerti e produzioni di oratorio in tutta la Gran Bretagna. Nel 1931 fu scelto da Sir Edward Elgar per cantare il ruolo del protagonista in Il sogno di Geronte, in uno spettacolo diretto dallo stesso Elgar. D'ora in avanti Nash fu strettamente associato a quella parte, cantandola in ogni Three Choirs Festival dal 1934 al 1950. Il critico Sir Neville Cardus lo considerò il più grande di tutti gli interpreti della parte. La registrazione di Geronte del 1945 con Malcolm Sargent è ancora considerata da molti critici insuperabile.
Nash cantava regolarmente nel Messiah ed in altri oratori. Nel 1938 fu uno dei 16 cantanti scelti da Ralph Vaughan Williams per eseguire la sua Serenade to Music, composta in omaggio a Sir Henry Wood. Il lavoro fu registrato poco dopo, con gli stessi 16 cantanti. Questa esecuzione storica può essere ascoltata su riedizioni di CD.
Negli ultimi anni Nash fu nominato professore di canto al Royal College of Music. Cantò nel suo ultimo Messiah pochi mesi prima della sua morte per cancro ai polmoni il 14 agosto 1961. Sulla sua lapide nel cimitero di Chislehurst sono scolpite le parole iniziali della seconda parte de Il sogno di Geronte: "Sono andato a dormire e ora sono rinvigorito".

## Incisioni
Molte delle registrazioni di Nash sono state ripubblicate su compact disc. Realizzò le sue prime registrazioni per la Columbia Records tra la fine degli anni '20 e l'inizio degli anni '30. Queste erano per lo più di titoli d'opera, comprese arie de Il flauto magico, Don Giovanni, Il barbiere di Siviglia, Friederike di Lehár, Jeptha, L'elisir d'amore e Rigoletto, più un certo numero di canzoni e ballate inglesi. La sua registrazione con la Columbia del 1932 della serenata de La bella fanciulla di Perth di Bizet, cantata in inglese, divenne un best seller, rendendo un lavoro musicale poco conosciuto estremamente popolare nella sua terra natale. Nel 1927 partecipò alla registrazione di versioni complete in lingua inglese dei Pagliacci di Leoncavallo e della Cavalleria rusticana di Mascagni con il complesso della British National Opera. Nel 1935 registrò il quarto atto completo de La bohème di Puccini diretto da Beecham. Nash è stato il tenore della prima registrazione in LP del Messiah, pubblicata nel 1953. Il Gramophone scrisse: "Coloro che sono propensi a ricordarlo come un tenore essenzialmente lirico dovrebbero ascoltare il suo 'Sound an Alarm' dal Giuda Maccabeo, che è nulla se non robusto".